# Bärnbach
Bärnbach je město v Rakousku ve spolkové zemi Štýrsko, spadající pod okres Voitsberg. Nachází se mezi městy Köflach a Voitsberg, asi 35 km západně od Štýrského Hradce a asi 228 km jihozápadně od Vídně. V roce 2018 zde žilo 5 642 obyvatel.
Bärnbachem protéká řeka Kainach, která se vlévá do řeky Mury. Procházejí tudy silnice L341, L345 a L347. Nachází se zde kostel svaté Barbory, postavený v roce 1948 podle designu Friedensreicha Hundertwassera.